# Krompachy
Krompachy (Hongaars:Korompa) is een Slowaakse gemeente in de regio Košice, en maakt deel uit van het district Spišská Nová Ves.
Krompachy telt 8870 inwoners.

## Geboren
- Albin Csáky (1841-1912), Hongaars minister